# 宋庠
宋庠（996年—1066年），字公序，原名宋郊，後改名庠。安州安陆县（今湖北省安陆市）人。

## 生平
宋祁之兄，人稱「二宋」。生於宋太宗至道二年（996年），原居開封雍丘（今河南省杞縣），後徙安州安陆县（今湖北省安陆市）。天聖二年（1024年）進士，宋庠在鄉試，會試、殿試都是第一，連中三元。原取宋庠弟宋祁為第一，因「長幼有序」而改取宋庠。仁宗命改“郊”为“庠”。初仕襄州通判、大理评事。累迁右谏议大夫，参政知事。官至同中书门下平章事。治平三年（1066年）卒。著有《元憲集》、《校定国语补音》三卷、《通谱丛志》十二卷等，其中《元憲集》已佚，清初四库馆臣自《永乐大典》辑出《宋元宪集》四十卷。

## 家族
- 祖父：宋耀
- 祖母：贾□
- 父亲：宋玘
- 生母：钟□
- 大哥：宋邡（早夭）
- 三弟：宋祁
- 妻子：胡□（胡铣之女）
- 长子：‌宋充国，儿媳：庞□（庞籍之女）
- 次子：宋均国，儿媳：陈□（陈执中之女）
- 女儿：宋□，女婿：庞元中（庞籍之子）